# Базуну, Гэвин
Гэвин Окерогене Базуну (англ. Gavin Okeroghene Bazunu; родился 20 февраля 2002 года в Дублине, Ирландия) — ирландский футболист, вратарь клуба «Саутгемптон» и сборной Ирландии.

## Клубная карьера
Базуну воспитанник ирландского клуба «Шемрок Роверс». Дебютировал за основную команду 6 сентября 2018 года в матче чемпионата Ирландии против «Брей Уондерерс» (5:0).
6 сентября 2018 года английский клуб «Манчестер Сити» объявил о переходе Базуну за 420 тыс. фунтов. 9 сентября он сыграл свой первый матч за молодёжную команду клуба до 18 лет.
25 августа 2020 года Базуну перешёл в годовую аренду в «Рочдейл». Он дебютировал 9 мая 2020 года в матче Кубка Английской лиги против «Хаддерсфилд Таун» (1:0).
1 июля 2021 года Базуну ушёл в годовую аренду в «Портсмут».
17 июня 2022 года подписал контракт с «Саутгемптоном» на 5 лет, сумма трансфера составила 12 млн фунтов стерлингов.

## Карьера в сборной
27 марта 2021 года Базуну дебютировал за первую сборную Ирландии в матче отборочного турнира к Чемпионату мира 2022 года против сборной Люксембурга (1:0).